# Grabau (Suhlendorf)
Grabau ist ein Ortsteil der niedersächsischen Gemeinde Suhlendorf im Landkreis Uelzen und liegt in der Lüneburger Heide.

## Geschichte
Grabau wurde 1296 urkundlich in der Lehnsrolle des Grafen von Schwerin genannt. Die Urkunde lautet: "Hec sunt bona sita ultra Alliarn que comes Helmanus Ribe de Thune recepit ab eodem dues villas tantum, vi delicet Grabowe et Moyliz."
Dies sind die Güter, gelegen jenseits der Elbe, welche Graf Helmold von Schwerin von seinem verstorbenen Vater, dem Grafen Gunzelin her, seinen Leuten zur Lehen gereicht hat.
Hermann Ribe von Thune besitzt von ebenda zwei Dörfer oder soviel, nämlich Grabau und Meußließen.
Am 1. Juli 1972 wurde Grabau in die Gemeinde Suhlendorf eingegliedert.
Heute wohnen 140 Menschen in Grabau (Stand: August 2010).

## Industrie/Gewerbe/Landwirtschaft
In dem kleinen Ort Grabau sind überdurchschnittlich viele Betriebe angesiedelt.
Neben drei landwirtschaftlichen Betrieben gibt es hier
- zwei Biogasanlagen
- eine Schäl- und Verpackungsfabrik für Kartoffeln aus der Region
- zwei Speditionen
- eine große Schweinemastanlage (seit Anfang 2008)
- zwei LKW-Anlagen